# Brembate di Sopra
Brembate di Sopra (Brembàt Sura [bɾɛmˈbat ˈsuɾa , bɾɛmbaˈsːuɾa] in dialetto bergamasco) è un comune italiano di 7 978 abitanti della provincia di Bergamo in Lombardia.
Situato nell'isola bergamasca, sulla sponda destra del fiume Brembo, dista circa 10 chilometri a ovest dal capoluogo orobico.

## Storia
La prima vera opera di urbanizzazione sul territorio fu opera dei Romani, i quali sfruttarono la posizione strategica del paese, posto nei pressi di un'importante strada militare che collegava Bergamo a Como, parte terminale di quella che univa il Friuli con le regioni retiche.
Il territorio era inserito in un'area militarmente turbolenta ed allo stesso tempo di vitale importanza per Roma in quanto crocevia militare e commerciale verso l'Europa.
Roma vi istituì diversi presidi militari la cui presenza è testimoniata non solo dal permanere in alcune località vicine del toponimo castra, ma anche dal ritrovamento di reperti archeologici.
La presenza militare romana inevitabilmente indusse attorno a sé l'aggregazione di comunità indigene e allogene.
Successivamente fu soggetto alla dominazione dei Longobardi, i quali inserirono la zona nel ducato di Bergamo. Spesso il borgo veniva identificato con il nome di Lemine, toponimo indicante una zona delimitata ad oriente dalla sponda occidentale del Brembo, a settentrione dall'attuale Val Taleggio ad occidente da una linea arretrata della sponda orientale dell'Adda e a meridione dal territorio di Brembate.
I primi documenti scritti che attestano l'esistenza di Brembate risalgono invece all'anno 856. Il borgo, che prese il nome dalla sua vicinanza al fiume Brembo, cominciò ad essere indicato con l'appellativo di Sopra per distinguerlo dal paese di Brembate di Sotto (oggi solo Brembate), posto più a sud.
Il borgo, infeudato ai conti Pellegrini, si trovò al centro di numerose dispute tra guelfi e ghibellini, in seguito alle quali venne eretto un impianto difensivo comprendente un castello, in località Tresolzio (di proprietà dei marchesi Rota) e numerosi torri. Le cronache infatti citano numerosi scontri avvenuti sul territorio comunale, tra cui quelli che videro impegnate le truppe del Colleoni ma anche, nel 1392 quelle di Truzzano Rota, che saccheggiò il borgo.
L'annessione del territorio alla Repubblica di Venezia, nel 1427, pose fine alle ostilità. In quel periodo il territorio comunale comprendeva anche Arzenate (oggi nel comune di Barzana), mentre quella di Tresolzio era amministrativamente autonomo. Queste tre entità si trovarono spesso riunite e poi nuovamente divise, fino ad essere tutte incluse nel territorio del comune di Ponte San Pietro, istituito nella Repubblica Cisalpina.
Con l'arrivo degli austriaci, che inserirono la zona nel Regno Lombardo-Veneto, i comuni riacquisirono la loro autonomia e la mantennero fino al 1927, quando Brembate di Sopra venne nuovamente accorpato a Ponte San Pietro. Tale unione durò fino all'immediato dopoguerra, quando il paese riacquisì definitivamente l'autonomia amministrativa.
Nel 1916 il paese venne interessato dalla costruzione di un piccolo aeroporto, utilizzato in ambito militare durante la prima guerra mondiale, caduto in disuso al termine delle operazioni belliche.
A partire dalla seconda metà del XX secolo il paese vide un progressivo abbandono dell'attività rurale, che aveva sempre caratterizzato l'economia locale, a favore di un sempre crescente sviluppo industriale, che ha portato anche un consistente incremento demografico.
A partire dal 26 novembre 2010 il paese è diventato tristemente famoso in tutta Italia a seguito della scomparsa e dell'omicidio di Yara Gambirasio. Il corpo senza vita della giovane brembatese è stato ritrovato tre mesi dopo a Chignolo d'Isola, a 10 km da Brembate di Sopra. Il processo per la morte della giovane studentessa e promessa della ginnastica ritmica si è concluso il 12 ottobre 2018 con la conferma da parte della Corte suprema di cassazione della condanna all'ergastolo per il muratore Massimo Giuseppe Bossetti.

### Simboli
Lo stemma e il gonfalone del Comune di Brembate di Sopra sono stati concessi con decreto del presidente della Repubblica del 16 marzo 1961.
Il disegno riproduce in maniera stilizzata la conformazione fisica del territorio comunale: dall'alto le montagne, nella parte centrale si evidenzia il fiume, ed infine la pianura.
Il gonfalone è un drappo troncato di verde e di giallo.

## Società

### Evoluzione demografica
Abitanti censiti

## Luoghi d'interesse
- Chiesa parrocchiale di Santa Maria Assunta, citata in documenti già nell'anno 1030. Ricostruita nel corso del XV secolo, in luogo della precedente, venne demolita nel XVIII secolo, quando a fianco di essa venne innalzato l'edificio attuale, consacrato nel 1738. Si conservano alcuni affreschi della chiesa precedente, tra cui uno attribuito al pittore Cristoforo Baschenis detto il Vecchio e dipinti di Francesco Capella, Gaetano Peverada e Giovan Battista Moroni. La torre campanaria fu ampliata nel 1897 dall'ingegnere Virginio Muzio, il quale provvide alla costruzione di un'ulteriore cella campanaria al di sopra dell'originaria struttura. Ospita attualmente un concerto di 8 campane in tonalità Si bemolle maggiore fuse da Giorgio Pruneri di Grosio nel 1898. La successiva reintegrazione e rifusione delle due campane maggiori dopo la seconda guerra mondiale venne affidata alla fonderia Colbachini di Padova (1951). L'intero complesso murario della torre è stato oggetto di un minuzioso restauro conservativo avvenuto nel 2003, in cui vennero messi in piena sicurezza sia le parti murarie più esili, sia la statua dorata dell'Assunta sulla cima della torre stessa.

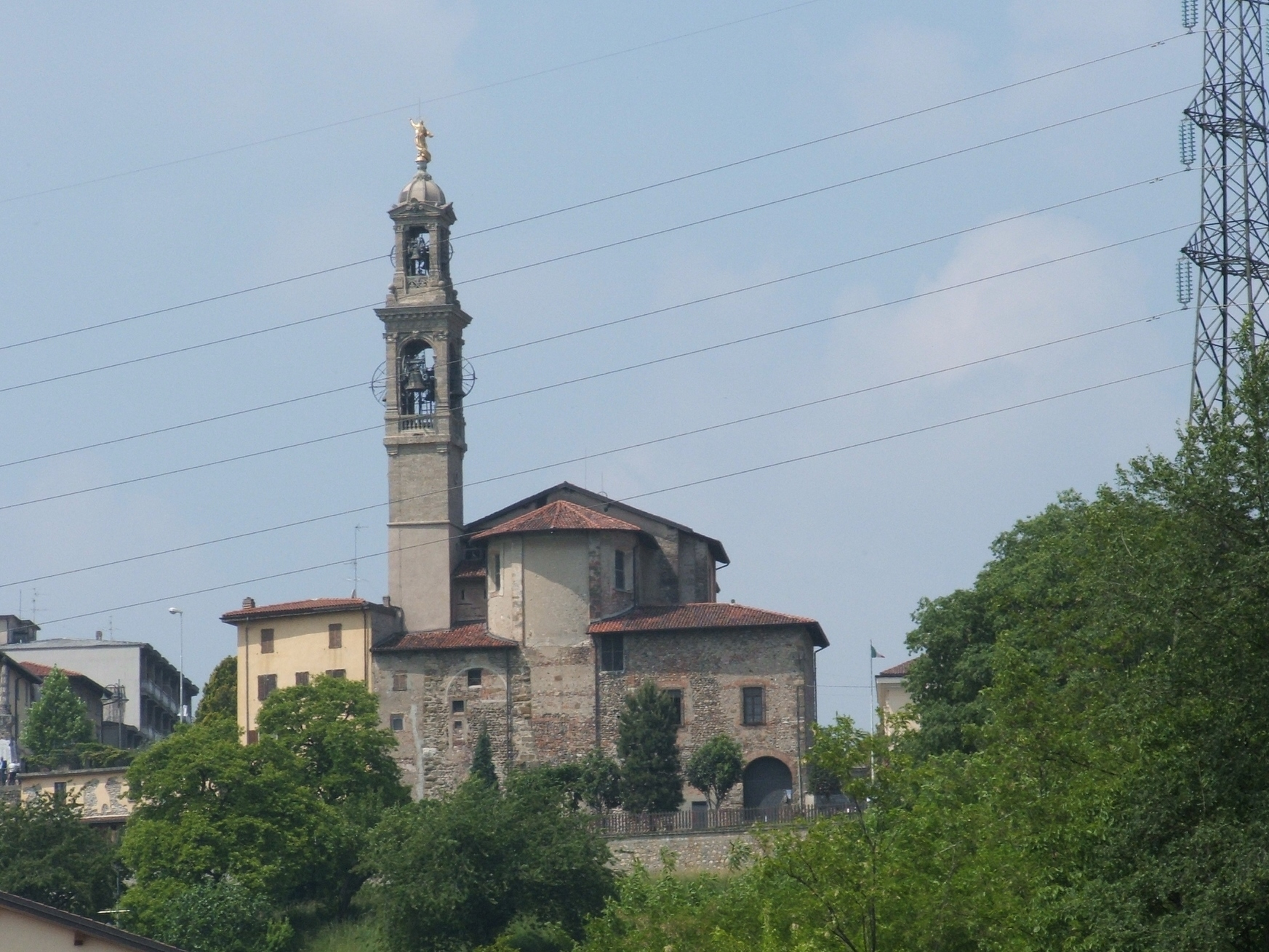
Il campanile della Parrocchiale di S. Maria Assunta.

- Villa Sommi-Picenardi (un tempo chiamata villa Brembati), risalente al XVII secolo ed oggi utilizzata come casa di riposo per anziani
- Villa Terzi, sempre del XVII secolo, la quale ingloba anche una torre medievale.
- Resti di edifici e case fortificate medioevali in via Tresolzio
- Ponte di Briolo, che collega il paese con il vicino comune di Valbrembo. Già presente in epoca alto-medievale, venne ricostruito nel 1493.

## Cultura

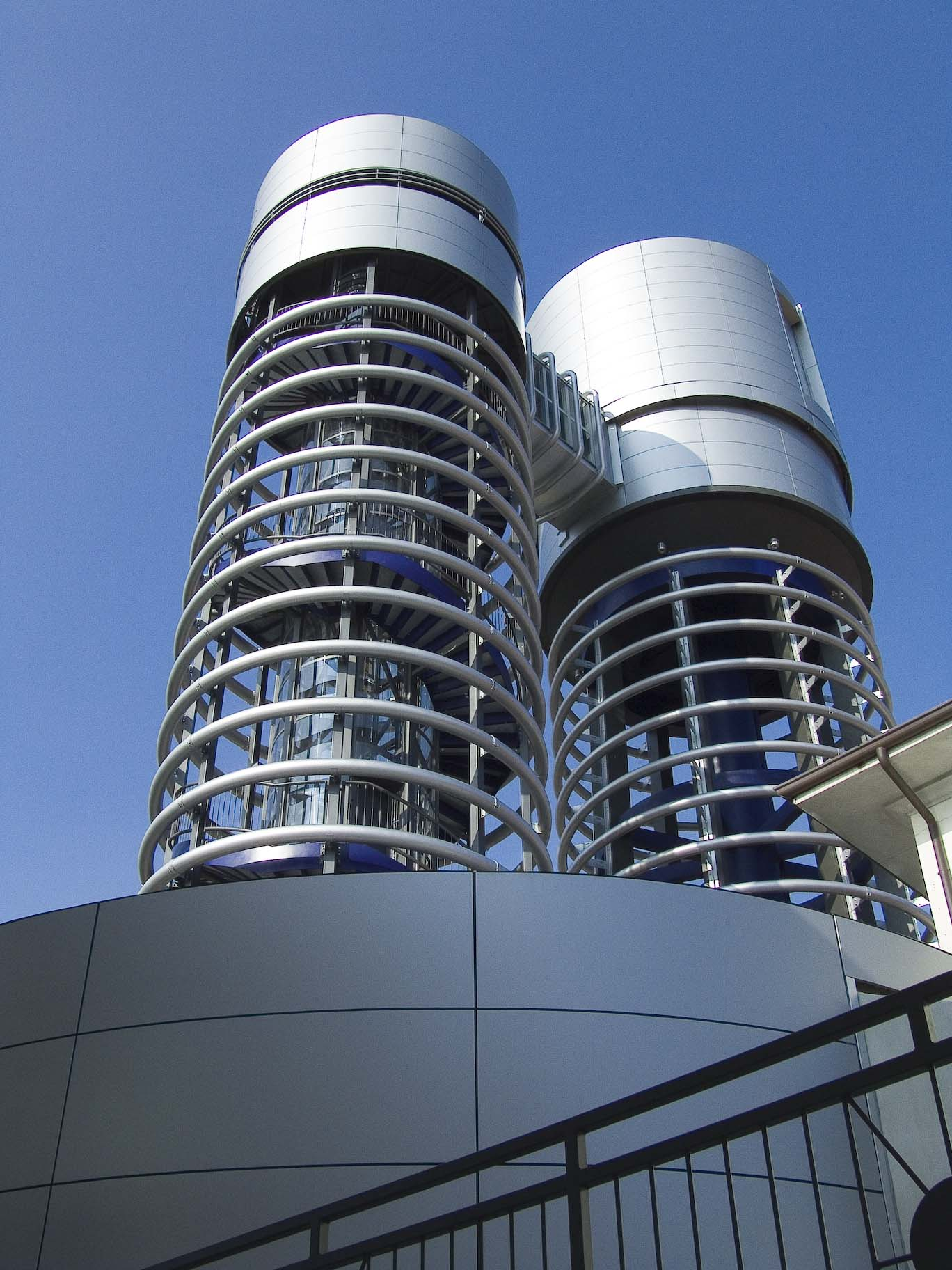
La torre del Sole

Il 29 marzo del 2008 è stato inaugurato il centro "La torre del Sole", per la didattica e la divulgazione dell'astronomia, ottenuto dal recupero di una vecchia torre piezometrica, trasformata in una torre solare, il quale comprende:
- un osservatorio astronomico, con un telescopio (diametro di 30 cm e focale di 5000 mm) su montatura equatoriale alla tedesca, installato in una cupola rotante di 7,5 m di diametro, che permette l'osservazione dei corpi del sistema solare;
- un laboratorio eliofisico, situato alla base della torre principale, al quale la luce del Sole viene inviata tramite un eliostato, sistema di specchi, installato nella cupola, lungo un tubo centrale. Ospita un telescopio solare, che permette di proiettare l'immagine del disco solare su un apposito schermo, consentendo la visione delle macchie solari, della granulazione e delle facole. È prevista l'installazione di un filtro H-alfa per l'osservazione del sole in luce monocromatica d'idrogeno, e di uno spettroscopio;
- un planetario digitale, dotato di una cupola di 8 m di diametro e di 50 posti a sedere, che permette di simulare la visione della volta celeste e i moti degli astri. Consente inoltre la proiezione di filmati e animazioni in modalità "full dome";
- una sala conferenze di 120 posti.[11]

## Amministrazione

### Storico elezioni comunali (dal 1997)[12]
| Periodo | Periodo   | Primo cittadino   | Partito      | Carica  | Note |
| ------- | --------- | ----------------- | ------------ | ------- | ---- |
| 1997    | 2002      | Giacomo Rota      | Lega Nord    | Sindaco |      |
| 2002    | 2007      | Giacomo Rota      | Lega Nord    | Sindaco |      |
| 2007    | 2012      | Diego Locatelli   | Lega Nord    | Sindaco |      |
| 2012    | 2017      | Diego Locatelli   | Lega Nord    | Sindaco |      |
| 2017    | 2022      | Emiliana Giussani | Lega Nord    | Sindaco |      |
| 2022    | in carica | Tiziano Ravasio   | Lista Civica | Sindaco |      |

### Gemellaggi
- Ostrów Mazowiecka

## Sport
Brembate Sopra dedica ampio spazio allo sport: con la sua accogliente e spaziosa Polisportiva, il paese offre una vasta gamma di attività sportive di qualità, sia agonistiche che amatoriali. Tra le tante proposte troviamo il nuoto, praticabile nella piscina comunale in modo libero o accedendo a corsi di diverso livello, e molte altre discipline esercitate nella pista di atletica, nelle palestre o nei numerosi impianti (tennis e calcio).
Nel periodo estivo, la Polisportiva Brembate Sopra propone centri ricreativi diurni per bambini e ragazzi, tra cui Estasport, Ritmica Summer Camp e Basket Brembate Sopra Summer Camp.
Brembate di Sopra fu inoltre sede della società dilettantistica di calcio femminile Bergamo R che, istituita nell'estate 1996, prima di cessare l'attività agonistica disputò due stagioni di Serie A, massimo livello del campionato italiano femminile di calcio, raggiungendo il più prestigioso risultato sportivo al termine della stagione 2003-2004, il quinto posto in Serie A e le semifinali in Coppa Italia.

## Eventi
Brembate di Sopra è conosciuto anche per i numerosi eventi organizzati dalla ProLoco del paese, di cui i più noti sono:
- Fiera del nono e del neut;
- Carnevale de Brembat Sura;
- Festa di Primavera;
- Notte Bianca.[15]